# Galium kamtschaticum
Galium kamtschaticum là một loài thực vật có hoa trong họ Thiến thảo. Loài này được Steller ex Schult. mô tả khoa học đầu tiên năm 1827.
Loài này có nguồn gốc từ vùng đông bắc châu Á và phía bắc Bắc Mỹ: Nga (Kamchatka, đảo Sakhalin và quần đảo Kuril), đông bắc Trung Quốc (Hắc Long Giang, Cát Lâm), bán đảo Triều Tiên, Nhật Bản, Alaska (bao gồm quần đảo Aleut), Canada (Yukon, Lãnh thổ Tây Bắc, British Columbia, Quebec, Ontario, Newfoundland, Nova Scotia, New Brunswick), và phần phía bắc của tiếp giáp Hoa Kỳ (Maine, New Hampshire, Vermont, New York, Michigan, Washington).